# Leptactina oxyloba
Leptactina oxyloba är en måreväxtart som beskrevs av Karl Moritz Schumann. Leptactina oxyloba ingår i släktet Leptactina och familjen måreväxter. Inga underarter finns listade i Catalogue of Life.